# 卡姆兰·巴吉罗夫
卡姆兰·马梅德奥格雷·巴吉罗夫（俄语：Кямран Мамед оглы Багиров；1933年1月24日—2000年10月25日），阿塞拜疆人，苏联党和国家领导人。曾任阿共中央第一书记等职。

## 生平
- 1933年1月24日出生于苏联外高加索苏维埃联邦社会主义共和国舒沙的一个雇员家庭。
- 1949年-1953年，巴库燃气公司工作。
- 1953年-1957年，阿塞拜疆理工学院学习。
- 1958年-1960年，土木工程学院助理、高级讲师、副院长，阿塞拜疆理工学院研究生。
- 1960年-1968年，阿塞拜疆苏维埃社会主义共和国建设部Orgtekhstroy公司副经理，Promstroymekhanizatsiya公司副经理。1961年加入苏联共产党。
- 1968年-1971年，阿塞拜疆苏维埃社会主义共和国建设和公共服务部副部长。
- 1971年-1974年，阿塞拜疆共产党中央委员会建设和市政经济司司长。
- 1974年-1978年，阿共苏姆盖特市委第一书记。1976年毕业于苏共中央高等党校函授班。
- 1978年7月-1982年12月，阿共中央委员会书记。
- 1982年12月-1988年5月，阿共中央第一书记。因1988年开始爆发的纳卡地区民族冲突被免职。
- 1988年5月起退休。
- 2000年10月25日于巴库逝世，享年67岁。

巴吉罗夫是苏共25,27大代表。第27届中央委员。第9届苏联最高苏维埃民族院代表，第11届苏联最高苏维埃联盟院代表。第8-11届阿塞拜疆苏维埃社会主义共和国最高苏维埃代表。

## 荣誉
- 列宁勋章
- 十月革命勋章
- 劳动红旗勋章
- 荣誉勋章